# Сетубал
Сету́бал (порт. Setúbal; [sɨˈtubaɫ]) — город и морской порт в Португалии, центр одноимённого муниципалитета и округа Сетубал. Численность населения — 89,3 тыс. жителей (город), 120,1 тыс. жителей (муниципалитет). Город и муниципалитет входят в Лиссабонский регион, в субрегион Полуостров Сетубал, в агломерацию Большой Лиссабон.

## Расположение

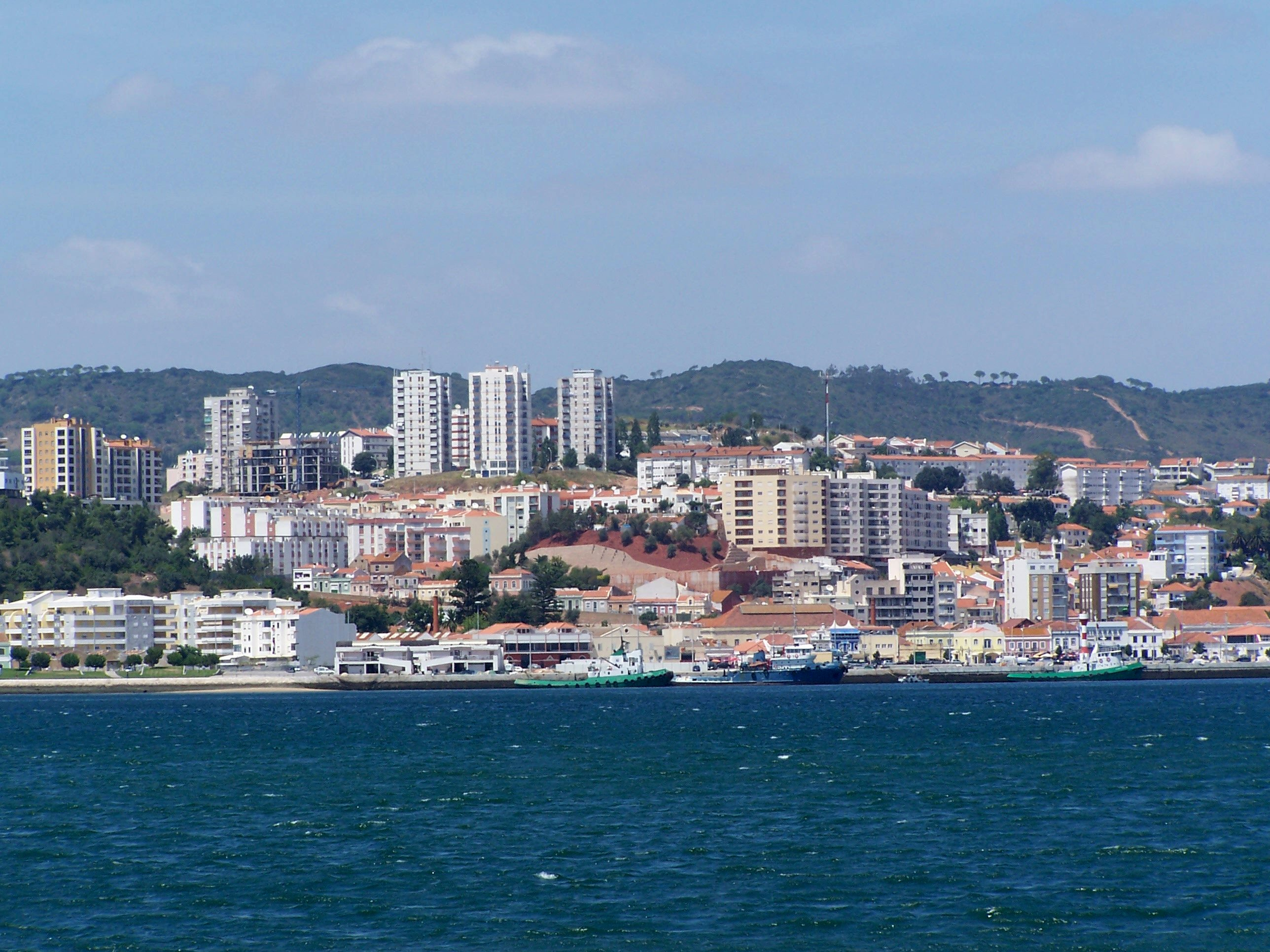
Вид на Сетубал и реку Саду

Город расположен на южном берегу полуострова Сетубал в устье реки Саду.
Муниципалитет граничит:
- на севере и на востоке — с муниципалитетом Палмела;
- на западе — с муниципалитетом Сезимбра.
- На юге от Сетубала находится устье реки Саду.

## Население
| Население муниципалитета Сетубал (1801—2004) | Население муниципалитета Сетубал (1801—2004) | Население муниципалитета Сетубал (1801—2004) | Население муниципалитета Сетубал (1801—2004) | Население муниципалитета Сетубал (1801—2004) | Население муниципалитета Сетубал (1801—2004) | Население муниципалитета Сетубал (1801—2004) | Население муниципалитета Сетубал (1801—2004) | Население муниципалитета Сетубал (1801—2004) |
| -------------------------------------------- | -------------------------------------------- | -------------------------------------------- | -------------------------------------------- | -------------------------------------------- | -------------------------------------------- | -------------------------------------------- | -------------------------------------------- | -------------------------------------------- |
| 1801                                         | 1849                                         | 1900                                         | 1930                                         | 1960                                         | 1981                                         | 1991                                         | 2001                                         | 2004                                         |
| 15 442                                       | 15 060                                       | 35 990                                       | 50 456                                       | 56 344                                       | 98 366                                       | 103 634                                      | 113 934                                      | 120 117                                      |

## История
Завоевавшие Иберийский полуостров римляне устроили в устье реки Саду (Sado) один из военных лагерей, названный Сетобрига, из которого впоследствии выросло поселение, уничтоженное цунами в 412 году. В 1249 году на этом месте был основан Сетубал (Setúbal), который на протяжении нескольких столетий рос и развивался за счет поставок соли в Европу.
Эпоха Великих географических открытий изменила жизнь Сетубала, который превратился в крупный порт, расположенный у места впадения реки Саду в Атлантический океан. В богатевшем городе были построены новые церкви, крепость, жилые здания. В 1481—1495 годах в Сетубале находилась резиденция короля Жуана II.
В 1755 году произошло сильнейшее землетрясение, которое привело к значительным разрушениям не только в столичном Лиссабоне, но и в Сетубале. Однако город-порт довольно скоро удалось восстановить.
Муниципальный праздник — 15 сентября, в честь даты в 1860 году, когда король Португалии Педру V официально признал Сетубал городом.

## Достопримечательности
- Монастырь Иисуса
- Здание Епархии Римской Католической Церкви в Сетубале
- Церковь Сао Жулиао
- Монастырь Святого Филиппа

## Люди, биографически связанные с Сетубалом
- Фрей Агостиньо да Круж, поэт
- Америко Рибейро, фотограф
- Бруну Лажи, футболист и футбольный тренер
- Карлуш Манитто Торреш, журналист, инженер и политик
- Селестино Алвеш, художник
- Шарль Коррейа, французский скульптор, родившийся и творивший в Сетубале
- Клементе, певец

## Образование
- Высшая школа деловых наук (Сетубал)
- Политехнический институт Сетубала

## Спорт
Главный спортивный клуб города - футбольный клуб «Витория де Сетубал», основанный 20 ноября 1910 года.

## Районы
| Фрегезии (районы) муниципалитета Сетубал | Фрегезии (районы) муниципалитета Сетубал | Фрегезии (районы) муниципалитета Сетубал | Фрегезии (районы) муниципалитета Сетубал | Фрегезии (районы) муниципалитета Сетубал | Фрегезии (районы) муниципалитета Сетубал | Фрегезии (районы) муниципалитета Сетубал |
| ---------------------------------------- | ---------------------------------------- | ---------------------------------------- | ---------------------------------------- | ---------------------------------------- | ---------------------------------------- | ---------------------------------------- |
| №                                        | Наименование                             | Оригинальное наименование                | Кол-во жителей, чел. (2001)              | Площадь, км²                             | Плотность, чел./км²                      | Почтовый индекс                          |
| 1                                        | Гамбия — Понтеш — Алту-да-Герра          | Gâmbia — Pontes — Alto da Guerra         | 4 076                                    | 32,87                                    | 124                                      | 2910—000 GAMBIA-PONTES-ALTO GUERRA       |
| 2                                        | Саду                                     | Sado                                     | 5 457                                    | 16,9                                     | 322,9                                    | 2900-000 SETUBAL                         |
| 3                                        | Носса-Сеньора-да-Анунсьяда               | Nossa Senhora da Anunciada               | 16 092                                   | 27,02                                    | 595,56                                   | 2900-000 SETUBAL                         |
| 4                                        | Санта-Мария-да-Граса                     | Santa Maria da Graça                     | 5 340                                    | 0,75                                     | 7120                                     | 2900-000 SETUBAL                         |
| 5                                        | Сан-Жулиан                               | São Julião                               | 17 070                                   | 4,08                                     | 4183,82                                  | 2900-000 SETUBAL                         |
| 6                                        | Сан-Себаштиан                            | São Sebastião                            | 52 817                                   | 19,64                                    | 2689,26                                  | 2910-000 SETUBAL                         |
| 7                                        | Сан-Лоренсу                              | São Lourenço                             | 8 487                                    | 47,69                                    | 177,96                                   | 2925-000 SAO LOURENЗO STB                |
| 8                                        | Сан-Симан                                | São Simão                                | 4 598                                    | 21,62                                    | 212,67                                   | 2925-000 SГO SIMГO STB                   |

## Фотогалерея

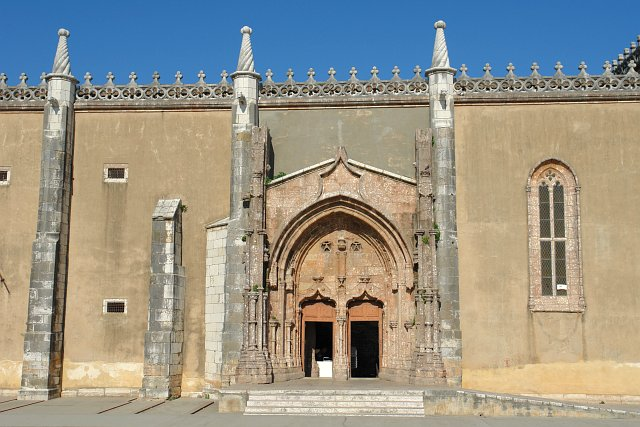
Храм Иисуса в Сетубале
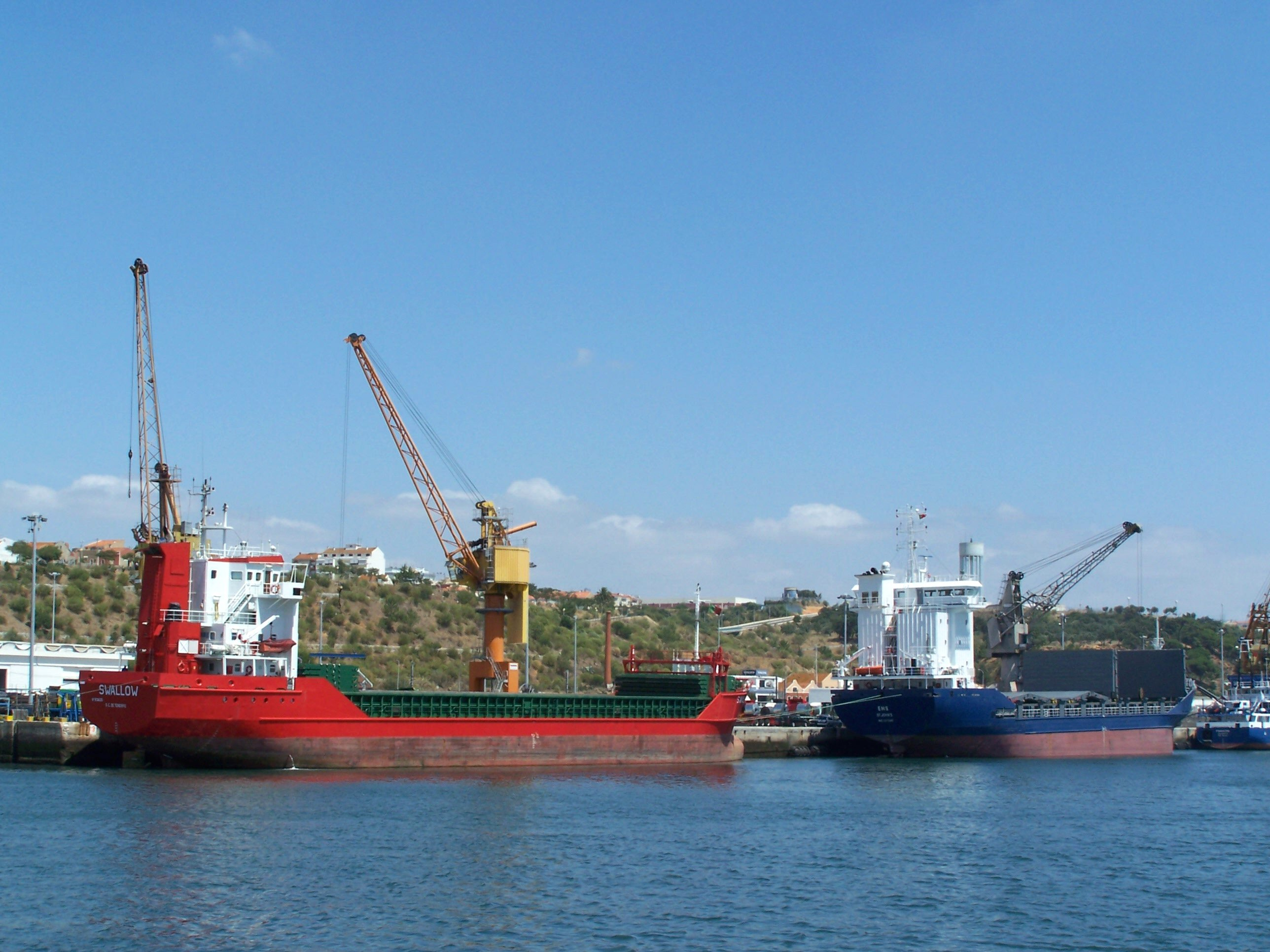
В порту Сетубал
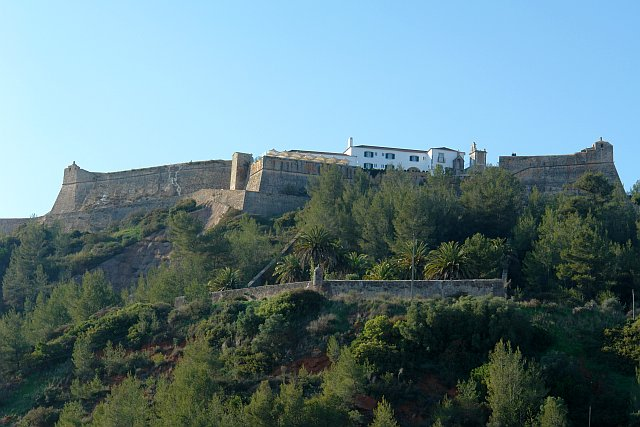
Крепость Сан-Фелипе (XVI век)
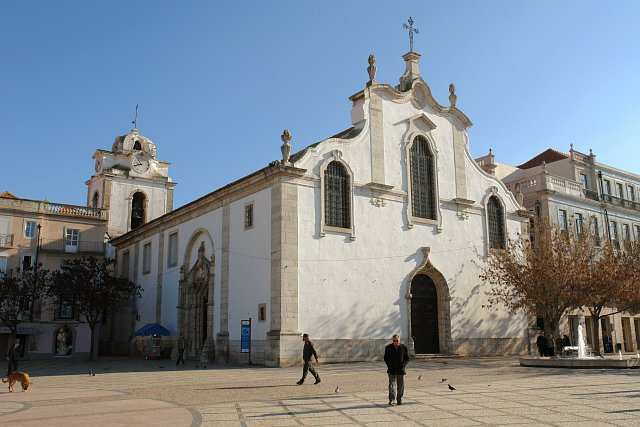
Церковь Сан-Жулиан в центре города
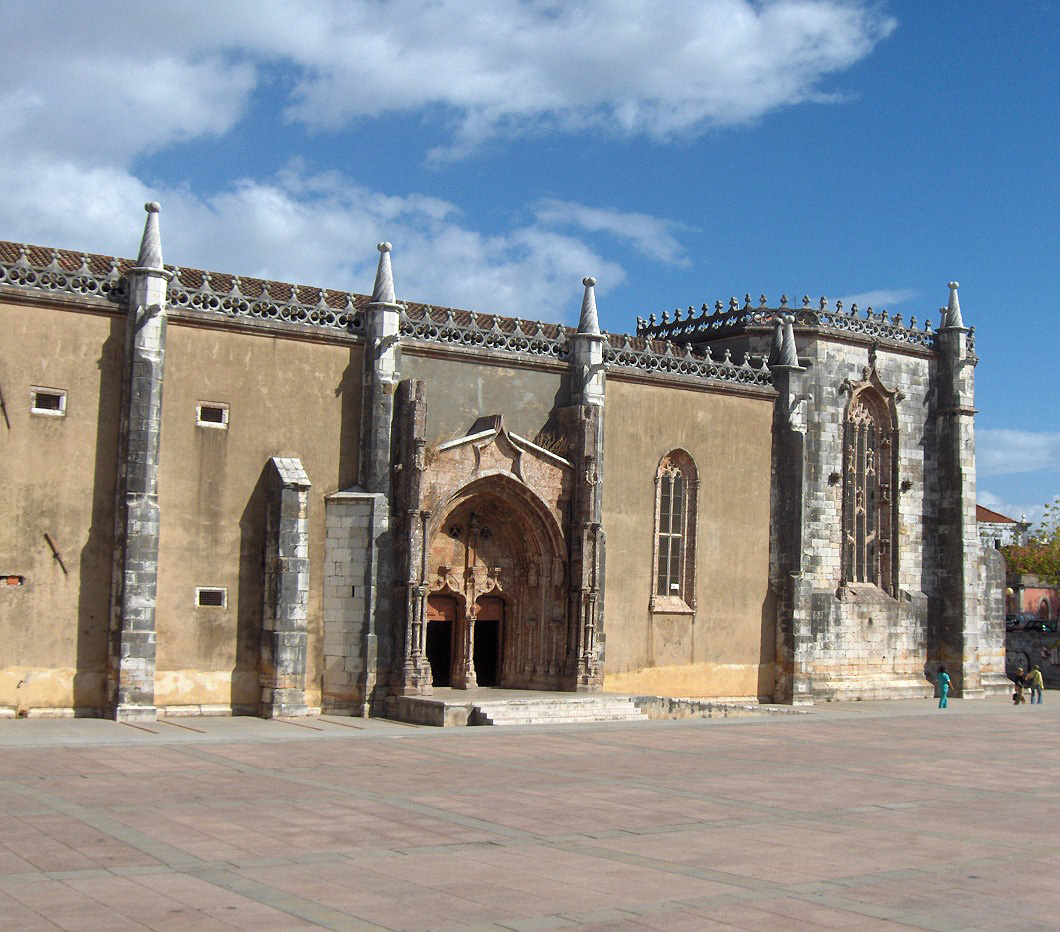
Монастырь Иисуса в Сетубале
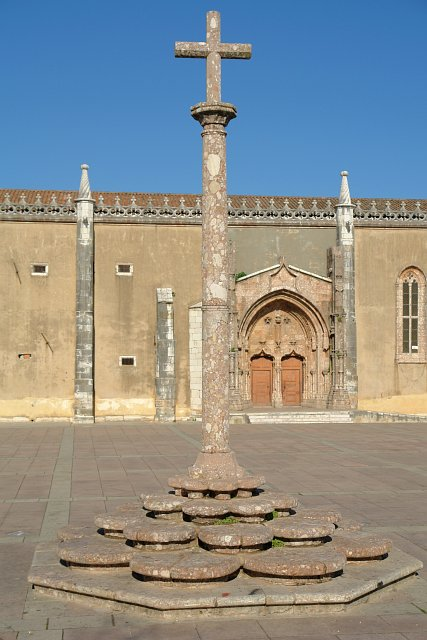
Крест перед храмом Иисуса
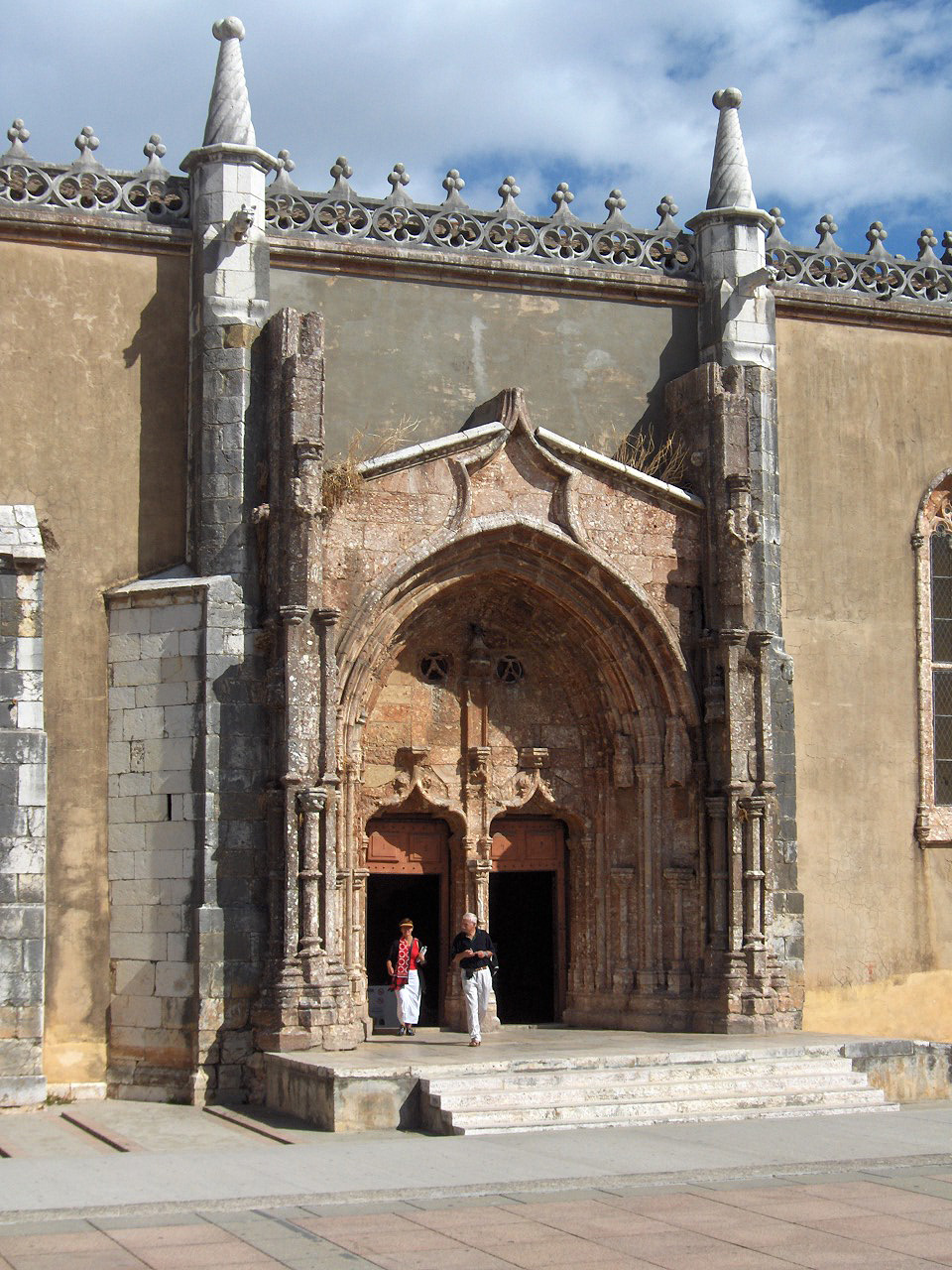
Входной портал монастыря Иисуса
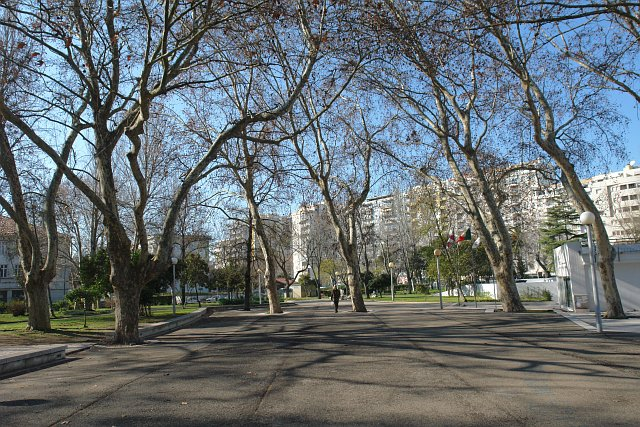
Парк Жардин-Бонфин